# San Girolamo penitente (Pontormo)
San Girolamo penitente è un dipinto a olio su tavola (105x80 cm) di Pontormo, databile al 1525-1528 circa e conservato nel Landesmuseum di Hannover. 

## Descrizione e stile
La tavola, in cattivo stato di conservazione, è generalmente datata allo stesso periodo in cui l'artista lavorava alla Cappella Capponi. Mostra il santo, calvo e coperto solo da un drappo sulle gambe, piegato in preghiera verso un crocifisso nell'angolo sinistro in primo piano, mentre dietro fa capolino l'inseparabile leone. Tutta l'attenzione dello spettatore ricade sull'artificiosa torsione del corpo del santo, poggiato su un pannenno rosso che dà risalto.
Roberto Longhi, nel 1953, descrisse il santo come "cadaverico, svenato in un gorgo di lacca sanguinosa".